# Muros Largos

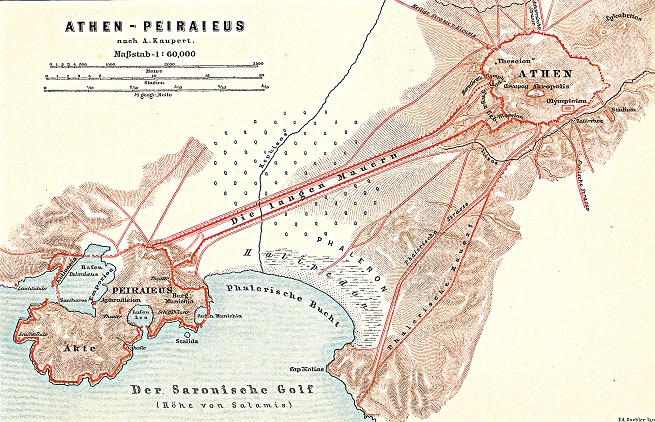
Muros Largos entre Atenas y El Pireo.

Muros Largos entre Atenas y El Pireo durante la guerra del Peloponeso.

Los Muros Largos (en griego Μακρὰ Τείχη, Makrà Teíjē), de la Grecia Antigua, eran murallas construidas desde la ciudad hasta su puerto, proporcionando una conexión segura hasta el mar incluso en la época de la cosecha. Aunque los muros largos fueron construidos en muchas localizaciones en Grecia –Corinto y Megara son dos de los mejores ejemplos conocidos,– la frase «muros largos» generalmente se refiere a las murallas que unían Atenas con sus puertos de El Pireo y Falero. Estos muros se erigieron a mediados del siglo V a. C., fueron destruidos por los espartanos en 404 a. C. tras la derrota de Atenas en la guerra del Peloponeso, y reconstruidos otra vez con ayuda persa durante la Guerra corintia. Fueron un elemento clave en la estrategia ateniense, dado que proporcionaron a la ciudad una unión permanente con el mar y previnieron que fuera asediada por tierra.

## Construcción
Los muros originales de Atenas habían sido destruidos por los persas durante las ocupaciones del Ática en 480 y 479 a. C., en la segunda guerra médica. Tras la batalla de Platea, las fuerzas persas que habían invadido Grecia en 480 a. C. fueron desalojadas, y los atenienses fueron libres para reocupar su territorio y reconstruir su ciudad. Pronto, en el proceso de reconstrucción, se empezó por levantar nuevas murallas, alrededor de la propia ciudad. Este proyecto provocó la oposición de los espartanos y de sus aliados peloponesios, a los que alarmaba el aumento reciente del poder de Atenas. Enviados espartanos instaron a los atenienses a que no siguieran adelante con la construcción, argumentando que una Atenas amurallada sería una base útil para un ejército invasor, y que las defensas del istmo de Corinto proporcionarían un escudo suficiente contra los invasores. Los atenienses ignoraron estos argumentos, conscientes de que dejar desamurallada completamente su ciudad suponía ponerla a merced de los peloponesios; Tucídides, al relatar estos hechos, describe una serie de complejas maquinaciones de Temístocles con las que distrajo y retrasó a los espartanos hasta que los muros hubieron sido erigidos hasta una altura como para ser defendibles.
A finales de la década del 460 a. C., comenzó una contienda entre Atenas y varios aliados peloponesios de Esparta, particularmente Corinto y Egina. En la mitad de este enfrentamiento, Atenas empezó la construcción de dos muros más, uno en dirección desde la ciudad hasta el puerto viejo de Falero, y el otro hasta el puerto más nuevo de El Pireo. En 457 a. C., un ejército espartano derrotó a un ejército ateniense en Tanagra mientras intentaban impedir la construcción, pero el trabajo en los muros continuó y fueron terminados poco después de la batalla. Estos nuevos muros, los Muros Largos, aseguraron que Atenas nunca estaría aislada de suministros mientras controlara el mar.

## En la estrategia y la política ateniense
La construcción de los Muros Largos reflejaba la estrategia que Atenas había seguido desde principios del siglo V a. C.. A diferencia de la mayoría de los estados ciudad federales griegos, que se especializaron en defenderse con ejércitos de hoplitas , Atenas, desde la época de la construcción de su primera flota durante una guerra con Egina en la década del 480 a. C., se había concentrado en la marina como el centro de sus ejércitos. Con la fundación de la Liga de Delos en 477 a. C., Atenas se comprometió a largo plazo a una guerra naval contra los persas. Durante las siguientes décadas, la marina ateniense se convirtió en el pilar de una liga cada vez más imperial, y el control ateniense del mar permitió que la ciudad fuera abastecida a través del Helesponto y las regiones del mar Negro. La política naval no fue seriamente cuestionada ni por los demócratas ni por los oligarcas entre el 480 a. C. y el 462 a. C. A partir de este año, sin embargo, después de que Tucídides hijo de Melesias hiciera de la oposición a la política imperialista el grito de guerra de la facción oligárquica, el escritor conocido como el Viejo Oligarca empezaría a identificar armada con democracia, conclusión de la que se han hecho eco algunos modernos académicos. Los Muros largos fueron un factor crítico en permitir que la flota ateniense se hiciera la fuerza primordial de la ciudad.
Con la construcción de los Muros Largos, Atenas se hizo una isla esencialmente dentro de tierra firme, en ese caso ninguna fuerza estrictamente terrestre podía esperar capturarla. (En la guerra griega antigua, era casi imposible tomar una ciudad amurallada de ninguna manera aparte del hambre y la rendición.) Así, Atenas podía confiar en su poderosa flota para ponerla a salvo en cualquier conflicto con otras ciudades del continente griego. Los muros fueron terminados en el periodo subsiguiente a la derrota ateniense en la batalla de Tanagra, en la que un ejército espartano derrotó a los atenienses en el campo, pero fueron incapaces de tomar la ciudad debido a la presencia de los muros de la ciudad. Tratando de asegurar su ciudad incluso contra el sitio, los atenienses terminaron los Muros Largos y, esperando impedir todas las invasiones del Ática, también se apoderaron de Beocia, que, cuando ya controlaban a Megara, puso todos los accesos al Ática en manos amigas. Durante la mayor parte de la primera guerra del Peloponeso, Atenas fue inatacable por tierra, pero las pérdidas de Megara y Beocia al final de ese conflicto forzó a los atenienses a recurrir a los Muros Largos como su fuente de defensa.

## Los Muros de Atenas según Tucídides
| Nombre                               | Longitud en estadios | Longitud en metros |
| Muro de Falero                       | 35 estadios          | 6094 m             |
| Recinto de Atenas (parte custodiada) | 43 estadios          | 7487 m             |
| Muro Largo                           | 40 estadios          | 7835 m             |
| Mitad circuito Pireo                 | 30 estadios          | 5223 m             |
| Total                                | 148 estadios         | 25770 m            |

Estadio antigua medida de distancia griega (1 estadio = 174,125 metros)

## En la guerra del Peloponeso

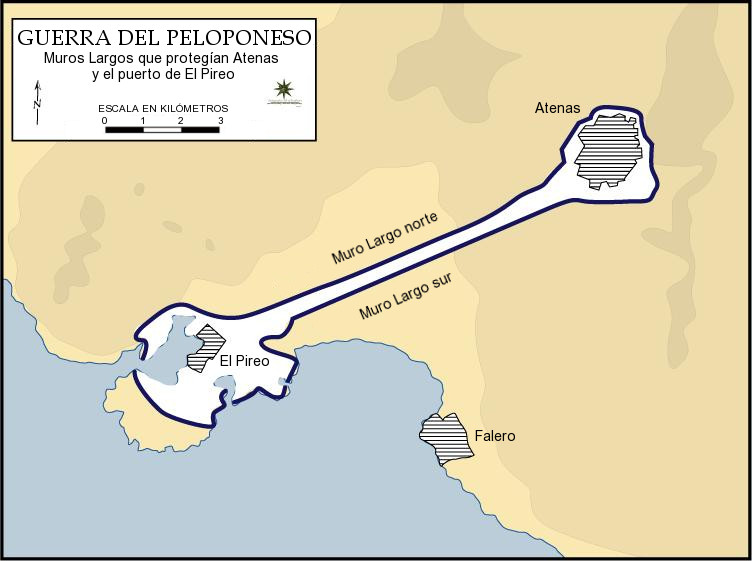
Los Muros Largos que rodeaban Atenas y la unían con El Pireo (431 a. C.).

En el gran conflicto de Atenas con Esparta, la guerra del Peloponeso del 432 a. C. al 404 a. C., los muros tuvieron una importancia extrema. Pericles, el líder de los atenienses desde el principio de la guerra hasta su muerte en el 429 a. C., basó su estrategia en el conflicto alrededor de ellos. Sabiendo que los espartanos intentarían provocar a los atenienses en una batalla terrestre arrasando sus cultivos, como hicieron en la década del 440 a. C., ordenó que los atenienses se quedaran detrás de los muros y que dependerían de su flota para ganar la guerra. Por consiguiente, las campañas de los primeros años de la guerra siguieron un diseño consecuente: Los espartanos enviarían un ejército de tierra para arrasar el Ática, esperando provocar que los atenienses salieran. Los atenienses se quedarían detrás de sus murallas, y enviarían una flota para saquear ciudades y quemar cultivos mientras navegaban alrededor del Peloponeso. Los atenienses tuvieron éxito al evitar una derrota terrestre, pero sufrieron grandes pérdidas en las cosechas por las incursiones peloponesias, y su tesoro se debilitaba por los gastos de las expediciones navales y por la importación de grano. Además, la peste devastó la ciudad en 430 a. C. y 429 a. C., siendo empeorados sus efectos por el hecho de que la población entera de la ciudad estaba concentrada dentro de los muros.
Los atenienses continuaron usando los muros para protegerse en la primera fase de la guerra hasta la captura de rehenes espartanos durante la victoria ateniense en Pilos. Tras la batalla, los espartanos se vieron obligados a cesar en sus incursiones anuales, cuando los atenienses amenazaron con matar a los rehenes si una invasión era lanzada.
En la segunda fase de la guerra, los muros fueron de nuevo centrales para la estrategia de ambos bandos. Los espartanos ocuparon un fuerte en Decelia, en el Ática, en 413 a. C., y situaron allí una fuerza que constituía una amenaza durante todo el año para Atenas. Ante este ejército, los atenienses solo podían abastecer a la ciudad por mar. Los Muros Largos y el acceso a un puerto que ellos proporcionaron, eran ya lo único que protegía a Atenas de la derrota. Dándose cuenta de que no podían vencer a los atenienses por tierra, los espartanos volvieron su atención a construir una marina, y desde el principio hasta la fase final de la guerra se dedicaron a tratar de vencer a los atenienses en el mar. Su triunfo final, en la victoria de la Egospótamos, cortó a los atenienses sus rutas de suministro y les forzó a rendirse. Uno de los términos más importantes de esta rendición era la destrucción de los muros largos, que fueron desmantelados en 404 a. C.

## Reconstrucción de los Muros Largos
A continuación de su derrota en el 404 a. C., los atenienses rápidamente recuperaron algo de su poder y autonomía, y en el 403 a. C. derrocaron al gobierno que los espartanos les habían impuesto. En 395 a. C., los atenienses habían entrado con bastante fuerza en la guerra corintia como cobeligerantes con Argos, Corinto y Tebas. Para los atenienses, el hecho más significativo de esta guerra fue la reconstrucción de los Muros Largos. En 394 a. C., una flota persa bajo el almirante Conón derrotó decisivamente a la flota espartana en Cnidos, y, tras esta victoria, condujo su flota a Atenas, donde proporcionó ayuda y protección para que los Muros Largos fueran reconstruidos. Así, al final del conflicto, los atenienses habían recuperado la inmunidad frente a los asaltos desde tierra que los espartanos les hicieron al final de la guerra del Peloponeso.

## Los Muros Largos en elsigloIVa.C.
Desde el final de la guerra corintia hasta la derrota final de la ciudad por Filipo II de Macedonia, los Muros Largos continuaron jugando un papel central en la estrategia ateniense. El Decreto de Aristóteles de 377 a. C. restableció una liga ateniense que contenía a muchos exmiembros de la Liga de Delos. A mediados del siglo IV a. C., Atenas tenía de nuevo el preeminente poder naval del mundo griego, y había restablecido las rutas de suministro que le permitieron resistir un asedio por tierra.